# Seress Zoltán
Seress Zoltán (Kiskunfélegyháza, 1962. május 21.) Jászai Mari-díjas magyar színész, színházigazgató.

## Életpályája
1983–1987 között a Színház- és Filmművészeti Főiskola hallgatója volt Marton László osztályában. 1987-től 1993-ig a Vígszínházban játszott. 1993 és 1995 között a Művész Színház illetve a Thália Színház tagja volt. 1995-től 1996-ig a Miskolci Nemzeti Színházban lépett fel. 1996 és 1998 között a Thália Színházban, valamint a nyíregyházi Móricz Zsigmond Színházban szerepelt. 1998-tól 2000-ig a Szegedi Nemzeti Színház színésze volt. 2000 és 2003 között a szolnoki Szigligeti Színházban lépett fel. 2003 és 2007 között a Bárka Színház tagja, 2008-tól 2014-ig – a színház megszűnéséig – igazgatója volt. 2016 és 2019 között ismét a Vígszínház művésze volt. 2019-től 2020-ig a székesfehérvári Vörösmarty Színház tagja volt. 2020-tól ismét a Vígszínház színésze.

## Színházi munkái

### Szerepei
- Wasserman: La Mancha lovagja....Anselmo
- Mihail Bulgakov: Iván, a rettentő....Íródeák
- Kesselring: Arzén és levendula....Rooney hadnagy
- Choderlos de Laclos: Veszedelmes viszonyok....Danceny lovag; Vicomte de Valmont
- Boublil-Rivier: A francia forradalom....Charles Gauthier; Fouquier-Tinville
- Lope de Vega: Sevilla csillaga....Don Gonzalo de Ulloa
- Tebelak: Godspell....
- Szigligeti Ede: Liliomfi....Liliomfi
- Sütő András: Az álomkommandó....Hoffmann Tamás
- Fodor-Lakatos: Helyet az ifjúságnak....György
- Whiting: Angyali Johanna....Püspök
- Horváth Péter: A padlás....Üteg
- Williams: A vágy villamosa....Pénzbeszedő fiatalember
- Heltai Jenő: Szépek szépe....Tulipán királyfi
- Schnitzler: Körmagyar....Fiatal elvtárs
- Spiró György: Ahogy tesszük....Hős
- Koestler: Sötétség délben....Richard
- Száraz György: A megközelíthetetlen....Saint-Just
- Ibsen: A nép ellensége....Hovstad
- Brecht: Koldusopera....Mátyás; Peacock
- Zágon-Somogyi: Fekete Péter....Lucien Ouvrier
- Lesage: Crispin, mint vetélytárs....Valére
- William Shakespeare: Harmadik Richárd....Richmond grófja
- Schnitzler: A Bernhardi-ügy....Franz Reder
- Pinter: A gondnok....Mick
- Carlo Goldoni: Két úr szolgája....Florindo Arteusi
- O'Neill: Vágy a szilfák alatt....Eben
- Laurents: West Side Story....Riff
- Kukorelly Endre: Vasrózsák....
- Füst Milán: A néma barát....Theodor
- Bronte: Üvöltő szelek....Edgár Linton
- Sastre: A szájkosár....Teo
- Victor Hugo: A királyasszony lovagja....Ruy Blas
- Hunyady Sándor: A vöröslámpás ház....Kelepei Jenő
- Carlo Goldoni: A hazug....Ottavio
- Fejes Endre: Rozsdatemető....Szuha Miklós
- Osborne: Redl...Von Taussig
- Steinbeck: Egerek és emberek....Slim
- Mrożek: Szerelem a Krímben....Ilja Zubatűr
- Gogol: A revizor....Hlesztakov
- Csehov: A három húg (Három nővér)....Tuzenbach
- O'Neill: Amerikai Elektra....Orin
- Csehov: Platonov....Platonov
- William Shakespeare: Sok hűhó semmiért....Don Pedro
- Bergman: Bergman-játék....Johan
- Akutagawa Ryunosuke: A vihar kapujában....A férj
- Edson: Fekete angyal....Jason Posner
- William Shakespeare: Lear király....Albany fejedelem
- Camus: A félreértés....Jan
- Füst Milán: Catullus....Catullus
- Csehov: Ivanov....Ivanov
- Feydeau: Bolha a fülbe....Victor-Emmanuel Chandebise/Poche
- Euripidész: Iphigeneia....Meneláosz
- Euripidész: Oresztész....Oresztész
- Dosztojevszkij: A Karamazov testvérek....Ivan
- Cooney: A miniszter félrelép....Richard Willey
- Duras: Ketten egyedül....Férfihang
- Berg: Helge élete....Helge félelme
- Maeterlinck: Pelléas és Mélisande....Golaud
- Dürrenmatt: A vak....Negro Da Ponte
- William Shakespeare: Hamlet....Claudius/Színészkirály/Szellem
- Proust: Az eltűnt idő nyomában....Swann
- Dürrenmatt: Play Strindberg (Játsszunk Strindberget)....Kurt
- Horváth Péter: 56 csepp vér....Herceg
- Bereményi Géza: Az arany ára....Skultéti
- Csehov: Sirály....Szorin
- Schiller: Don Carlos....II. Fülöp
- Wright: De Sade pennája....Doctor Royer-Collard
- Barker: Victory (Győzelem)....Stuart Károly
- Szabó Borbála: Párkák....Zeusz Zoli bácsi
- Schiller: Haramiák....Maximilian Moor
- Benedek Albert: Rátenyés....Doktor Zátony László
- Peter Morgan: Audiencia....David Cameron
- Brecht-Molière: Don Juan ....(A Komtur (városparancsnok) szobra:)
- Hunyady Sándor: A három sárkány...Id Csaholyi Balázs
- Donald Margulies: Pillanatfelvétel...Richard Ehrlich

### Rendezései
- Kukorelly Endre: Vasrózsák
- Eisemann Mihály: Fekete Péter

## Filmjei

### Játékfilmek
- Könyörtelen idők (1991)
- Vigyázók (1993)
- A pártütők (1994)
- Visszatérés (Kicsi, de nagyon erős 2.) (1999)
- A napfény íze (1999)
- Üvegtigris (2001)
- Amerikai rapszódia (2001)
- Kísértések (2002)
- A Hídember (2002)
- Lopakodók 2. (2002)
- Egy hét Pesten és Budán (2003)
- Magyar vándor (2004)
- Az igazi Mikulás (2005)
- Csak szex és más semmi (2005)
- Üvegtigris 2. (2006)
- Mansfeld (2006)
- 56 csepp vér (2007)
- Nyugalom (2008)
- Utolsó jelentés Annáról (2009)
- Szinglik éjszakája (2009)
- Utolér (2010)
- Kincsem (2017)
- Blokád (2022)
- Hogyan tudnék élni nélküled? (2024)

### Tévéfilmek
- Hajnali párbeszéd (1986)
- Erdély aranykora (1989)
- Linda (1989)
- Öld meg a másik kettőt (1990)
- Kutyakomédiák (1992)
- Hajnalban meghalnak az álmok (1993)
- Privát kopó (1993)
- Glóbusz (1993)
- Szigetvári vértanúk (1996)
- A becsületes megtaláló (1996)
- Mária, Jézus anyja (1999)
- Kávéház (2001)
- A titkos háború (2002)
- Dinotopia (2002-2003)
- Ebéd (2004)
- Régimódi történet (2006)
- A gyűjtő (2006)
- Robin Hood (2006)
- Szuromberek királyfi (2007)
- Off Hollywood (2007)
- Presszó (2008)
- Tanár úr, kérem (2010)
- Szép magyar szó-kép-tár (2010)
- Egynyári kaland (2015)
- Janus (2015)
- Aranyélet (2015)
- Memo (2016)
- Korhatáros szerelem (2017–2018)
- Cseppben az élet (2019)
- A feltaláló (2020)
- Mintaapák (2021)
- Aranybulla (2022)
- Valami Amerika (2023)

## Szinkronszerepei
- A golyó: Mr. Clarkson - Matt Frewer
- A Mars szelleme: Uno - Duane Davis
- A régi környék: Albert - Denis O'Hare
- A Sólyom végveszélyben: Tom Matthews alezredes - Glenn Morshower
- Földre szállt boszorkány: Jim Fields - David Alan Grier
- Twin Peaks: The Return: Mr. C / Dougie Jones / Dale Cooper - Kyle MacLachlan
- Még egy kis pánik: Anthony Bella (Nicky Caesar) - Anthony LaPaglia
- Nagymenők: Frankie Carbone - Frank Sivero
- Pénz áll a házhoz: Mr. Big embere - Ovidiu Niculescu
- Robin Hood: Sir Robert Loxley - Douglas Hodge
- Zene és szöveg: Chris Riley - Brad Garrett

## Díjai
- Jászai Mari-díj (2000)
- Magyar Mozgókép Díj – A legjobb férfi főszereplő (2023)
- Tolnay Klári-díj (2023)[7]
- Kazinczy-díj (2024)[8]